# Veľký Šariš
Veľký Šariš es un municipio del distrito de Prešov en la región de Prešov, Eslovaquia, con una población estimada a final del año 2024 de 6976 habitantes.
Se encuentra ubicado en el centro-sur de la región, en el valle del río Torysa (cuenca hidrográfica del río Tisza) y cerca de la frontera con la región de Košice.

## Demografía
| Año        | 1994 | 2004     | 2014     | 2024     |
| ---------- | ---- | -------- | -------- | -------- |
| Población  | 3516 | 4468     | 5802     | 6976     |
| Diferencia |      | +27,07 % | +29,85 % | +20,23 % |

| Año        | 2023 | 2024    |
| ---------- | ---- | ------- |
| Población  | 6909 | 6976    |
| Diferencia |      | +0,96 % |